# عامر السفلية
عامر السفلية قرية مغربية بإقليم القنيطرة الساحلي، شمالي الرباط. تضم بلدة عامر السفلية 41.093 نسمة (إحصاء 2004).